# Secondatia
Secondatia là chi thực vật có hoa trong họ Apocynaceae.